# Ананка (сателит)
Ананка је тринаести, познати, Јупитеров сателит. Према грчкој митологији, Ананка је, са Зевсом, била мајка Адрастеи. Овај сателит је открио Николсон 1951. године. Ананка, Карме, Пасифе и Синопе имају неуобичајене али мале орбите. Пречник овог сателита је 30 km а удаљеност од Јупитера 21.200.000 km.